# Molophilus maigamaigawa
Molophilus maigamaigawa là một loài ruồi trong họ Limoniidae. Chúng phân bố ở miền Australasia.